# Mirjam Ohringer
Mirjam Ohringer (* 26. Oktober 1924 in Amsterdam; † 29. Mai 2016) war eine niederländische Überlebende des Holocausts.

## Leben
Ihre Eltern waren chassidische Juden aus Galizien. Während der deutschen Besatzung war sie im Untergrund aktiv und half bei der Verbreitung  der Kommunistischen Parteizeitung De Waarheid. 1942 musste sie untertauchen, wodurch sie den Krieg überlebte. Nach Ende des Krieges heiratete sie einen Niederländer und erhielt die niederländische Staatsbürgerschaft. Sie schloss sich der Communistische Partij van Nederland an und war dort aktiv. Sie war auch Mitglied des Sachsenhausen-Komitees, des Vereinigten Widerstands und des Komitees des 4. und 5. Mai und gab auch Führungen im Widerstandsmuseum. 2009 erhielt sie den Dachau-Preis für Zivilcourage. Bei den Gedenkveranstaltungen zu den Novemberpogromen 1938 im Jahr 2010 war sie unter den Rednern.